# Ласкі (гміна Ясло)
Ласкі (пол. Łaski) — село в Польщі, у гміні Ясло Ясельського повіту Підкарпатського воєводства.
Населення — 715 осіб (2011).
У 1975-1998 роках село належало до Кросненського воєводства.

## Демографія
Демографічна структура станом на 31 березня 2011 року:
|          | Загалом | Допрацездатний вік | Працездатний вік | Постпрацездатний вік |
| -------- | ------- | ------------------ | ---------------- | -------------------- |
| Чоловіки | 363     | 83                 | 242              | 38                   |
| Жінки    | 352     | 75                 | 208              | 69                   |
| Разом    | 715     | 158                | 450              | 107                  |